# Castelul Banloc

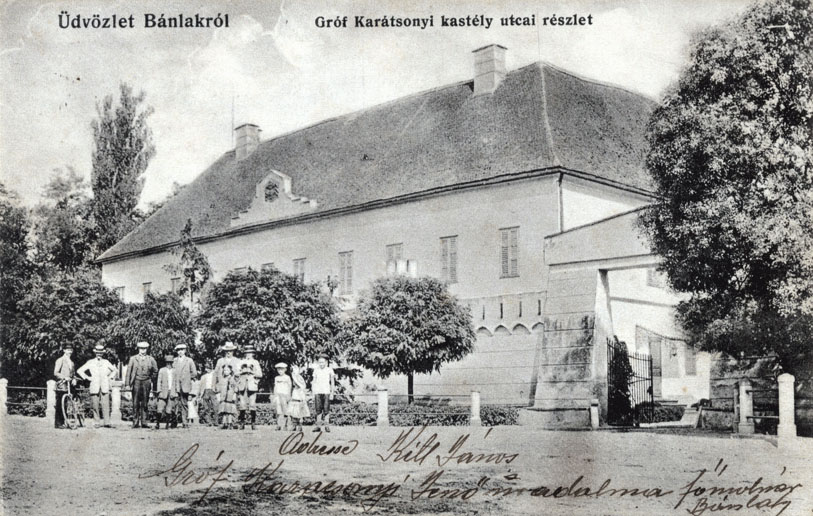
Castelul în anul 1906 - faţada de sud. Carte postală ilustrată reprezentând castelul şi intrarea principală, trimisă de pe domeniul Banloc de către unul din angajaţi.

Castelul Banloc (în trecut Castelul familiei Karátsonyi) este un monument istoric - cod LMI TM-II-a-A-06177 - din localitatea Banloc, județul Timiș.

## Istoric
„La 50 km de Timișoara și la numai 7,5 km de Deta, într-un parc cu specii valoroase de copaci, castelul Banloc așteaptă, precum Frumoasa din Pădurea Adormită să se trezească la viață. Castelul a avut parte de o existență dramatică, trecând de la un proprietar la altul, prin momente de glorie, dar și de abandon, până la cutremurul din iulie 1991.”

Deși o seamă de mărturii sugerează că Banlocul ar fi fost între anii 1552-1716 sediul pașei de la Timișoara, despre castelul actual se poate afirma cu certitudine că a fost clădit pe temelii vechi în anul 1793 de către contele Lázár Karátsonyi. Atât clădirea cât și parcul au fost decorate pe întreg parcursul secolului XIX și până în primii ani ai sec. XX. După Primul Război Mondial ocupația sârbă aduce primele devastări, prefigurând parcă jaful la scară mai mare ce va urma în anii 1948-1989. Grevat de datorii, ultimul conte Karátsonyi-Keglevich Imre vinde, în anul 1935, ceea ce a rămas din domeniu, inclusiv castelul și parcul, Reginei Elisabeta a Greciei, sora Regelui Carol al II-lea al României. Aceasta renovează întregul complex, castelul cunoscând astfel o ultimă perioadă de glorie.
În articolul intitulat: "Banlocul. Povestea unui grof - Castelul istoric - Stăpâna de azi, A.S.R. Principesa Elisabeta", apărut în ziarul "Dacia" din 7 august 1939, părintele Ioan B. Mureșianu face câteva considerații de natură estetică și istorică: "Frumusețea Banlocului o dă parcul ce ia o bună parte din aripa dreaptă a satului, sfârșindu-și zidurile înconjurătoare - ca de cetate - spre centru. La răscrucea aleilor veghează statui și inscripții lapidare romane, dăltuite în primele decenii după cucerirea Daciei, luate de la Sarmizegetuza, după cât mă lămurește un studiu german de paleografie. Printre liniile de brazi, stă legat în cercuri și cu rănile cimentate, unul din cei 100 de acați, aduși din America sub Maria Thereza (1740-1780). Castelul își ridică zidurile cu linie gotică îndulcită, cu vârful de săgeată ascuțită, în fața parcului. A fost zidit pe temelii bătrâne, în 1783. [...] Sunt adăpostite aici o sumedenie de antichități, tablouri rococo, prețioase picturi în miniatură, sculpturi în marmoră, executate de celebri sculptori italieni și o frumoasă colecție de arme. O curiozitate deosebită o prezintă colecția de caricaturi, mumia adusă din Egipt și un arc de care se leagă o întreagă poveste..."
Elemente din decorațiunile castelului au devenit  pentru Prințesă sursă de inspirație pentru decorarea Palatului Elisabeta din București. Grifonul înaripat, întâlnit atât pe blazonul familiei Karátsonyi cât și la piesele de mobilier în stil Empire din castel, poate fi văzut și în decorațiunile  palatului din București în diferite ipostaze. După piesele de mobilier de renaștere spaniolă (o parte păstrate la Muzeul de Artă din Timișoara) au fost realizate cópii ce există și în prezent în palatul de la Șoseaua Kisseleff.

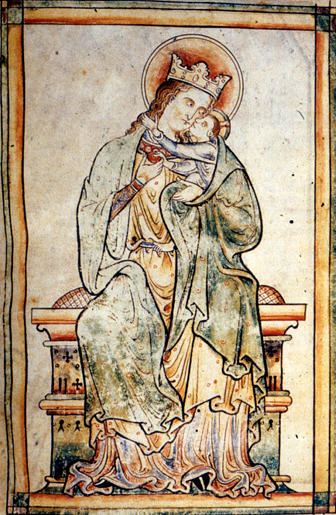
Statuie din parc. În anul 1997, în perimetrul fostului parc, doar două statui mai aminteau de grădina de odinioară. Această madonă ce pare că păşeşte, este una dintre ele.

Salonul Verde 1914. Unica fotografie existentă până în prezent ce oferă o imagine a ceea ce a fost odată în castel. Candelabrul din imagine mai putea fi văzut în cabinetul directoarei şcolii din Banloc, în martie 1997, iar teracota rococo a supravieţuit până la cutremurul din iulie 1991, când a fost „ajutată” să se transforme în cioburi.

După anul 1948 începe pustiirea. Imediat după plecarea reginei și alungarea angajaților, statuile parcului sunt vandalizate cu bâtele, arhiva și biblioteca - arse. Clădirea castelului a fost, pe rând apoi, atribuită Gospodăriei Agricole de Stat (1950-1956), Ocolului Silvic (1956-1958), apoi a devenit Casă de bătrâni (1958-1964). A stat abandonat aproape doi ani, apoi a devenit orfelinat (1966-1983)  și, prin schimb între Inspectoratul școlar și Leagănul de copii, școală cu clasele I-X (1983-1991). O parte a parcului este atribuită fermei agricole. În anul 1997 când am vizitat ultima oară Banlocul, printre turmele de vaci costelive și șoproanele de paie mucegăite, zăreai din loc în loc câte o statuie albă fără brațe și cu chipul mutilat, martor tăcut al vremurilor apuse.

## Descriere
Construit pe un plan în formă de "U", castelul din Banloc este o clădire masivă, cu ziduri groase (cca. 1,25 m) din cărămidă arsă, cu fațada principală orientată spre sud, iar spre nord cu două aripi formând o curte terasată (curtea de onoare). Realizat în stil Renaissance, pe fațada de sud ca unic ornament, castelul avea un atic prevăzut cu blazonul din piatră Arhivat în 28 septembrie 2007, la Wayback Machine. al familiei Karátsonyi. Acest însemn heraldic a fost păstrat și după ce castelul a devenit propietatea Casei Regale a României, fiind dat jos după anul 1948. În fapt, a fost literalmente aruncat în fosa septică a castelului, unde părți din el mai sunt și acum (în 1997). Același însemn heraldic exista și pe un mozaic aflat în curtea de onoare a castelului. Tot aici mai era menționat anul "MDCCLIX". Aticul a căzut definitiv la cutremurul din anul 1991, când a spart acoperișul și tavanul salonului de la etaj, făcându-se bucăți pe pardoseala camerei.
Comparativ cu simplitatea fațadei de sud, fațada de nord a castelului (dinspre parc) - în special cele două aripi care închid curtea de onoare - prezintă mai multe elemente de decorațiuni: ferestrele podului de formă barocă, altoreliefurile cu tematică bine definită (motive heraldice și cu tematică inspirată din mitologia greco-romană) încastrate în zidărie. Pe lângă acestea importante sunt feroneria de secol XVIII ce închidea curtea de onoare precum și lampadarele din fier forjat (câte unul pe fiecare colț al curții) și care în structura lor decorativă aveau specificat anul 1793. Interesante din punct de vedere arhitectonic sunt intrările la demisolul clădirii. Realizate în rezalit acestea creează o ruptură în planul fațadei și sunt alcătuite dintr-o arhitravă ce se sprijină pe imitații de coloane dorice. Porțile sunt din lemn sunt prevăzute cu feronerie de secol XVIII iar deasupra lor, în zid, există câte un altorelief cu tematică diferită pentru fiecare intrare, în funcție de utilitatea pe care pivnița o primea. Intrarea în pivnița de vin este sugerată de prezența ciorchinelui de strugure pe care un putto (amoraș) îl dăruie unui personaj feminin redat în poziție așezată, în timp ce la intrarea în pivnița de lemne se află reprezentarea zeului Pan cântând la syrinx (nai). Deși nu există mărturii în acest sens, se pare că desele reprezentări ale zeului Pan (în parc au existat cel puțin două statui ale căror fragmente se găsesc în prezent la Muzeul Banatului din Timișoara) sunt strâns legate de numele localității: Panloch - Panloc - Banloc nume care s-ar traduce prin "Locul stăpânului".
Castelul are pivniță, parter, etaj și pod. Sistemul de organizare spațială atât la parter cât și la etaj, este identic și se compune  - în centrul tractului principal (sud) - dintr-o sală dominantă, perpendiculară cu fațada, care trece prin întregul corp al clădirii. La parter această sală s-a format prin zidirea unei mai vechi intrări boltite, fapt observat în zidăria clădirii. În stânga și în dreapta acestei săli principale, sunt câte 2 odăi - în total 5 încăperi - iar în aripile de est și de vest ale clădirii, alte 3 încăperi deservite de câte un coridor în fiecare aripă. În colțurile moarte sunt scările, iar la capetele nordice ale coridoarelor sunt băile.
O caracteristică aparte a castelului era dată, pe partea de nord, de cele două ferestre de la pod de inspirație barocă, dar care au fost drastic modificate în perioada 1948-1989 prin transformarea lor în două deschideri pătrate și lipsite de stil.  

Faţada de nord în anul 1914. Fotografie dinspre parc. Se pot observa o parte din statuile ce decorau parcul. Detaliu de pe o ilustrată de epocă.

Cândva, în secolul XIX, după călătoria făcută în Egipt de către nepotul lui Lázár, Jenő Karátsonyi(1861-1933), fațada castelului este încadrată de două porți masive, ce prezintă din punct de vedere stilistic o interesantă combinație de elemente inspirate de antichitatea egipteană și neogoticul englezesc. În parcul din jurul castelului a existat, până la cutremurul din anul 1991, o clădire construită în același stil neogotic și denumită în vremea contelui maghiar „Camera egipteană”, aici fiind adusă, printre multe alte obiecte de artă, mumia amintită de părintele Mureșianu.
În afara porților amintite mai sus, alte două porți permiteau accesul în parcul castelului. Din acestea doar una mai există în prezent, cealaltă fiind demolată în perioada 1948-1989.

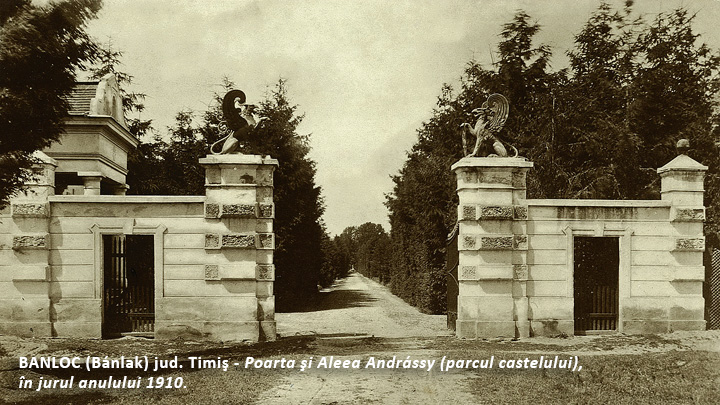
Banloc (Bánlak) - Poarta și Aleea Andrássy (parcul castelului Karátsonyi), în jurul anului 1910

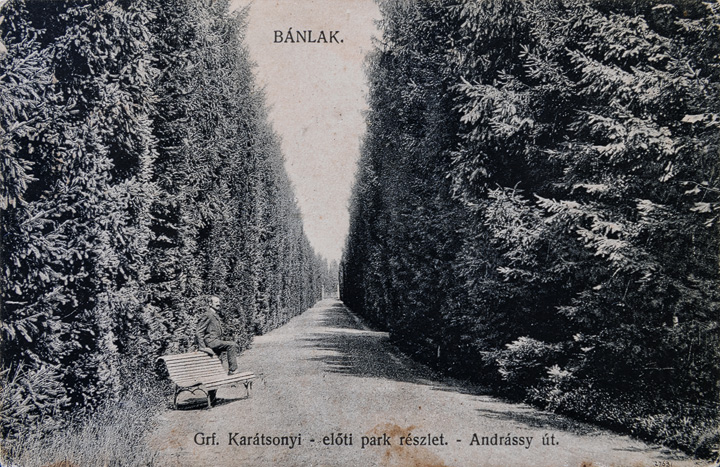
Banloc (jud. Timiș) - Aleea Andrássy (Drumul Andrașului) de pe domeniul Karátsonyi (după 1935 Domeniul Regal Banloc).

Banloc - Poarta Andrássy şi Aleea pinilor

Venind de la Deta spre Banloc, la capătul unei impresionante alei de aproape 500 de metri, străjuită de pini - din specia Pinus Nigra - se afla Poarta Andrássy sau Poarta leilor. Denumirea din urmă se datora celor doi grifoni care decorau pilonii principali. Numele porții și al aleii este inspirat de cel al Carolinei Andrássy, soția contelui Karátsonyi Jenő (Eugen) și a fost adaptat de locuitorii comunei sub denumirea de „Drumul Andrașului”. În prezent poarta mai există doar în fotografii și vederi de epocă. A fost demolată prin anii '70 ai secolului trecut și odată cu ea au dispărut și grifonii. O parte din aleea de pini a supraviețiuit până în anul 1997, oferind o priveliște unică prin înălțimea de peste 20 de metri a arborilor. Datorită brizei care adie aproape permanent dinspre dealurile Vârșețului, o simplă plimbare pe alee devine o experiență greu de redat în cuvinte. Pitită printre pini, o ciupercă din lemn prevăzută cu băncuțe, oferea - cândva - adăpost în caz de vreme nefavorabilă. Aflată în exteriorul parcului propriu-zis, această alee completa intregul ansamblu peisagistic al castelului din Banloc. Deși declarați monument al naturii (sic!), pinii ce formează aleea dispar de la an la an, datorită nepăsării democratice. În anul de grație 2006 doar pâlcuri de 2-3 arbori, răsfirate pe o distanță de aproximativ 100 de metri, mai amintesc de fostul "Drum al Andrașului".

Banloc - Poartă în stil „neogotic englezesc”, situată pe latura de nord a parcului.

Situată pe latura de nord a parcului, o poartă ce există și azi, asigura accesul spre și dinspre gara aflată la aproape 2 km spre nord. "Inventarul general" realizat la data de 27 ianuarie 1948 de "Comisia de inventariere a Administrației Domeniului Banloc" descrie acest obiectiv ca fiind o "construcție masivă de cărămidă arsă; tencuită; ornamentată în stil neogotic englezesc [...]", atribuindu-i (în anul 1948) o vechime de 60 de ani. Proiectul original al porții, aflat la Arhivele Statului Timișoara, pare a demonstra însă, altceva. Deasupra cheii de boltă, într-un plan patrulater, proiectul amintit mai sus prevedea, în basorelief, anul 1903. Atât cât permite calitatea imaginii precum și din relatările localnicilor, se pare că în realitate s-a optat pentru un însemn heraldic, fie blazonul conților Karátsonyi, fie elemente disparate din blazon, cel mai uzual după grifon fiind cel al sirenei ce ține în mână o cruce dublă (de menționat că ansamblul castelului mai purta și numele de "Sirena"). După 1947 poarta a rămas în picioare, dar basorelieful a fost nivelat așa încât, toate detaliile desenului au dispărut. Poarta exista încă în anul 1997, zidul lateral dreapta fiind aproape demolat. De asemenea, în această imagine se poate observa care era structura zidurilor ce înconjurau parcul pe latura de nord, fotografia fiind realizată în jurul anului 1914.

## Parcul castelului
În Banatul primei jumătăți a secolului al XIX-lea spiritul socio-artistic predominant este cel neoclasic. Castelele împreună cu parcurile ce le înconjoară sunt produsele tiparului clasicist și demonstrează, prin dimensiuni și calitate, greutatea economică a zonei precum și capacitatea de adaptare a acesteia la marile curente artistice ale Europei centrale. Spre deosebire însă de fastuoasele parcuri ce aveau rolul de a satisface doar apetențe estetice, parcurile bănățene sunt substituite funcționalului, comanditarii renunțând la orice ostentație de modelaj, prefererând o creativitate adaptată locului respeciv. Se naște astfel ceea ce în limbajul uzual al secolului al XIX-lea sunt denumite, deși impropriu, grădinile sau parcurile englezești. Diferite de la un domeniu la altul, tiparul după care acestea au fost realizate este comun, după o formulă consacrată epocii:
- Terenul din fața castelului păstrează tradiția peisagistică a secolului al XVIII-lea cu spații florale deschise, amenajate în figuri geometrice și arbescuri perfecte, rondouri trasate cu compasul. Acest spațiu de onoare este plasat, de regulă, în spatele castelului, spre grădină, pe axul principal al clădirii, cunoscut fiind și sub denumirea de „gradina franceză”. Este urmat de grădina engleză care se detașează de planurile geometrice riguros întocmite, continuând parcul într-un amestec pictural de exotism și mitologie, de un naturalism bine controlat împotriva oricărei exagerări manieriste.
- Castelul estre construit pe baza unui plan neoclasic chiar dacă se fac anumite concesii romantismului prin prezența unui turn crenelat sau a unui pinion în trepte.
- Alăturarea unei grădini de configurație romantică.

În zona Banatului această schemă compozițională este ilustrată de castelele Csekonics din Jimbolia (în prezent demolat), Nako din Sânnicolau Mare, și poate cel mai important ca suprafață și amenajare, castelul familiei Karátsonyi din Banloc.
Acesta din urmă se detașează oarecum de celelalte castele datorită unui anumit complex de împrejurări prin care a trecut de-a lungul timpului. În primul rând datorită istoriei lui ca reședință a familiei Karátsonyi timp de 142 de ani, mai apoi ca domeniu regal a fost mereu în atenția contemporanilor, din aprecierea acestora nelipsind elogii precum parc de toată frumusețea, amenajat după toate regulile unui parc romantic. În al doilea rând pentru faptul că până acum - cu excepția unor reconstituiri - nu a fost întocmită o evidență foarte riguroasă, bazată pe documente care să ateste soarta valoroaselor bunuri adunate în acest castel de-a lungul deceniilor.

## Galerie de imagini

Faţada de nord (dinspre parc) a castelului, cca. 1914. Imaginea reprezintă un detaliu de pe o carte postală ilustrată. Se pot observa o parte din statuile ce decorau parcul castelului, majoritatea distruse în prezent sau mutate în alte locaţii.
Salonul Verde, cca. 1914. Până în prezent unica imagine ce prezintă detalii din interiorul castelului. (aspect dispărut)
Castelul în vara anului 1936. Fotografie a castelului din Banloc realizată în vara anului 1936 după cumpărarea domeniului de către Prinţesa Elisabeta, sora regelui Carol al II-lea al României.
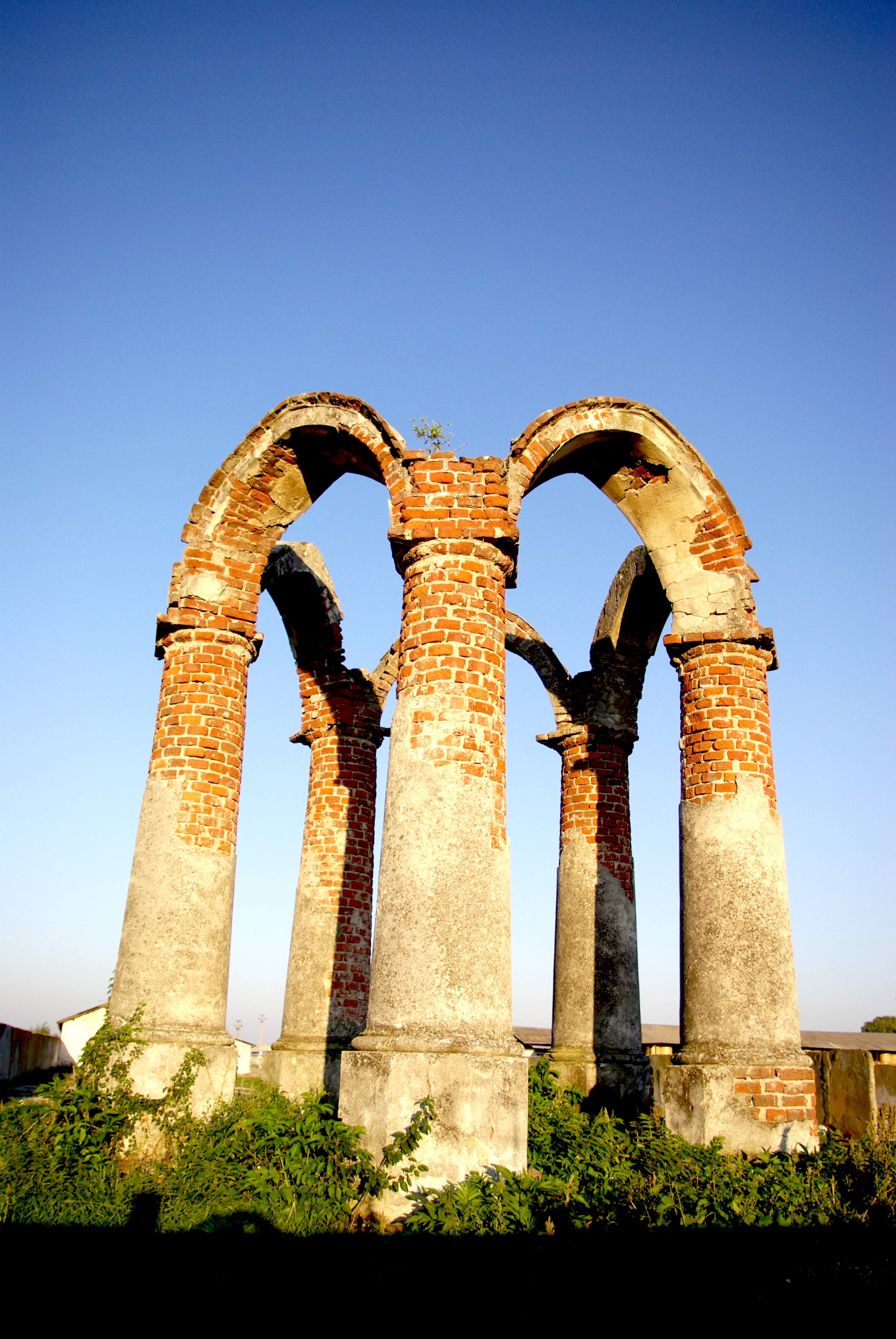
Glorieta, 2007
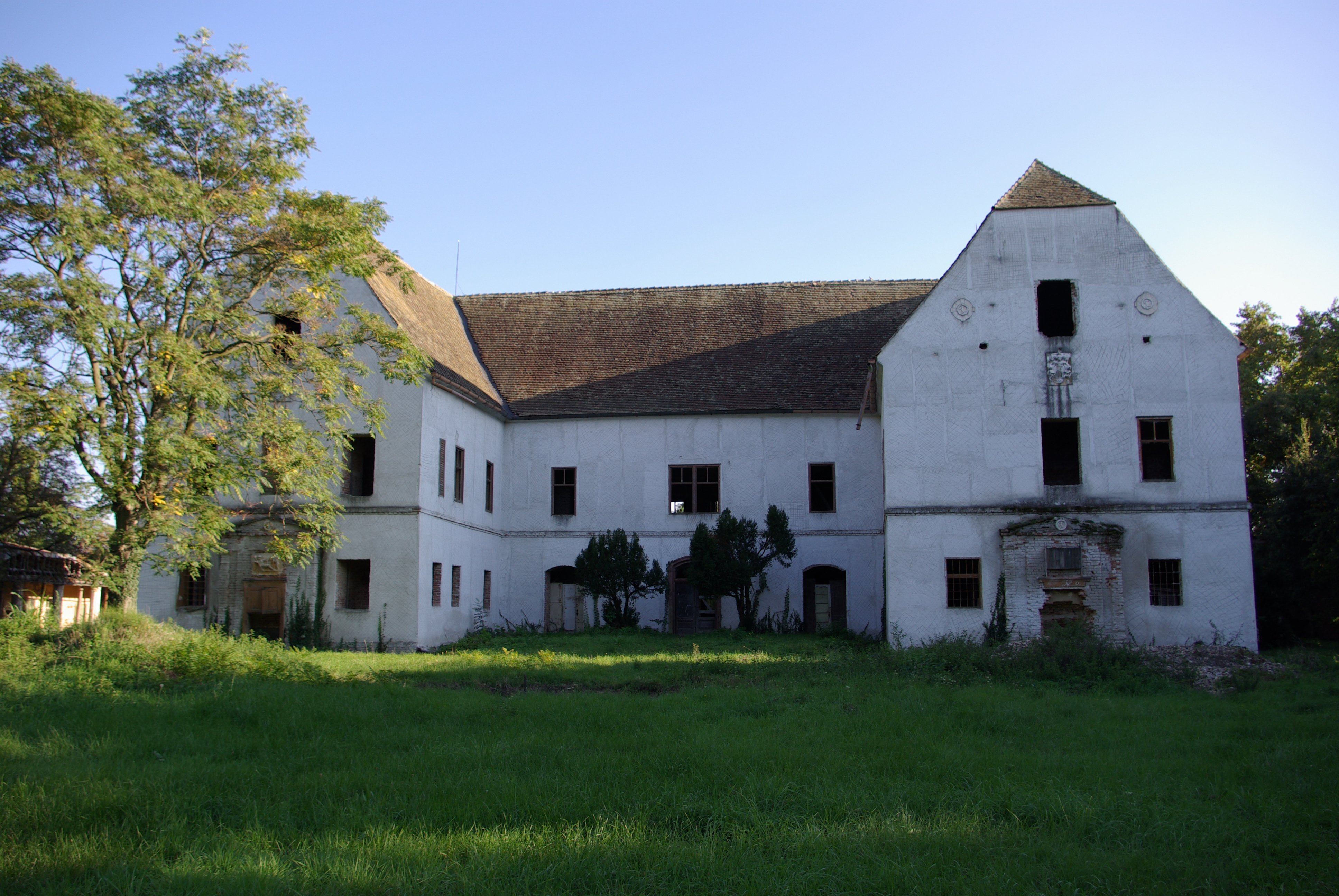
Castelul in 2007
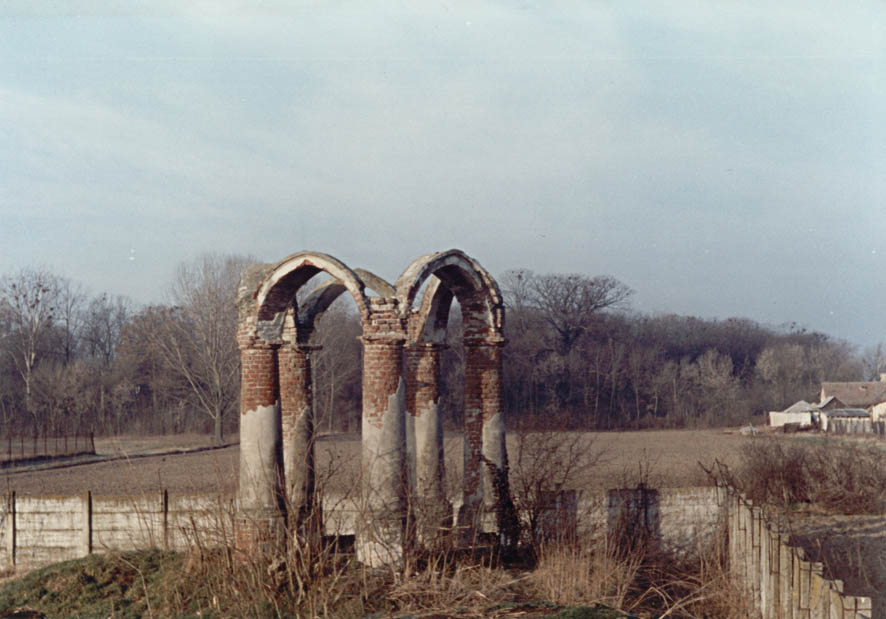
„Glorieta” în anul 1997.
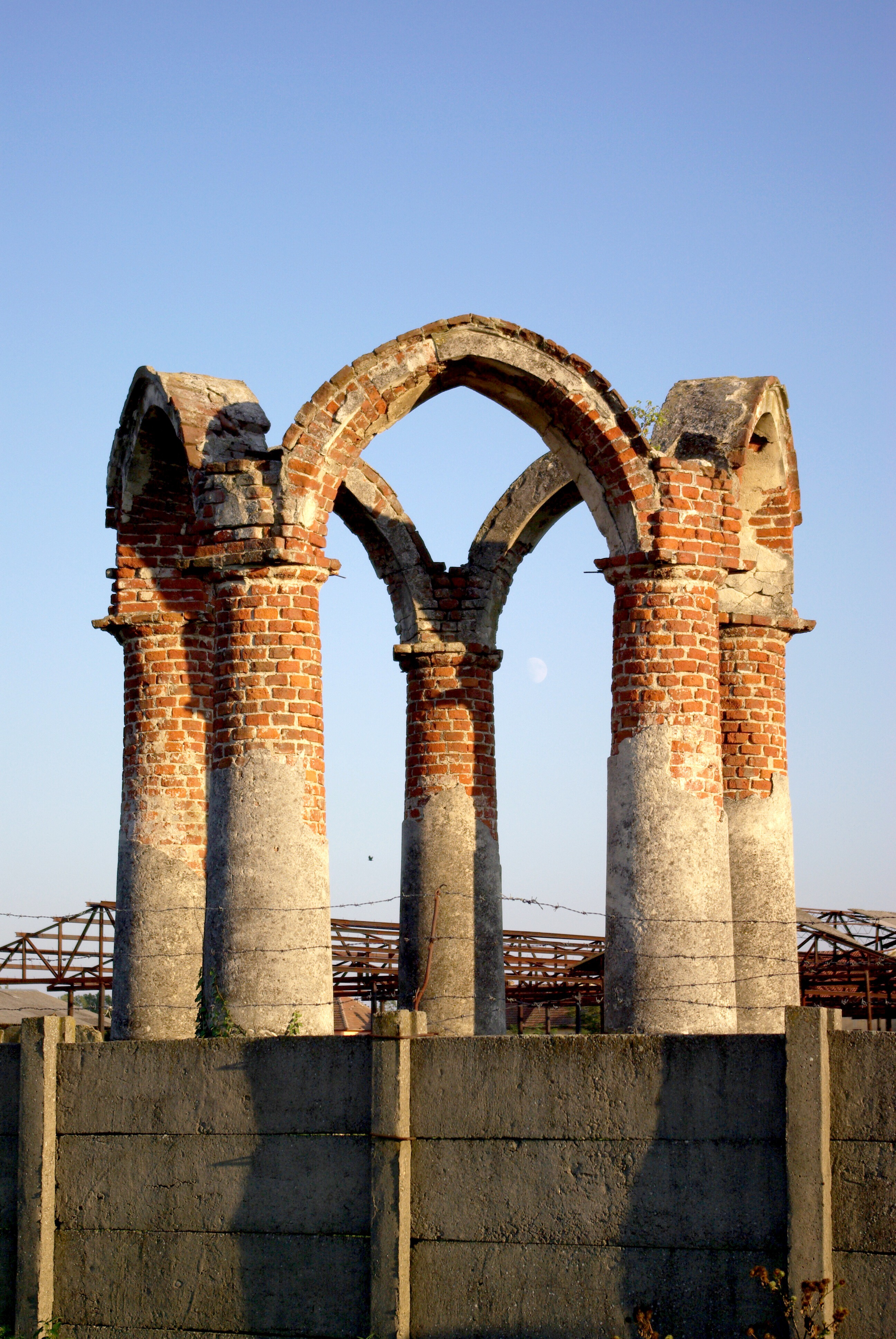
Glorieta in 2007
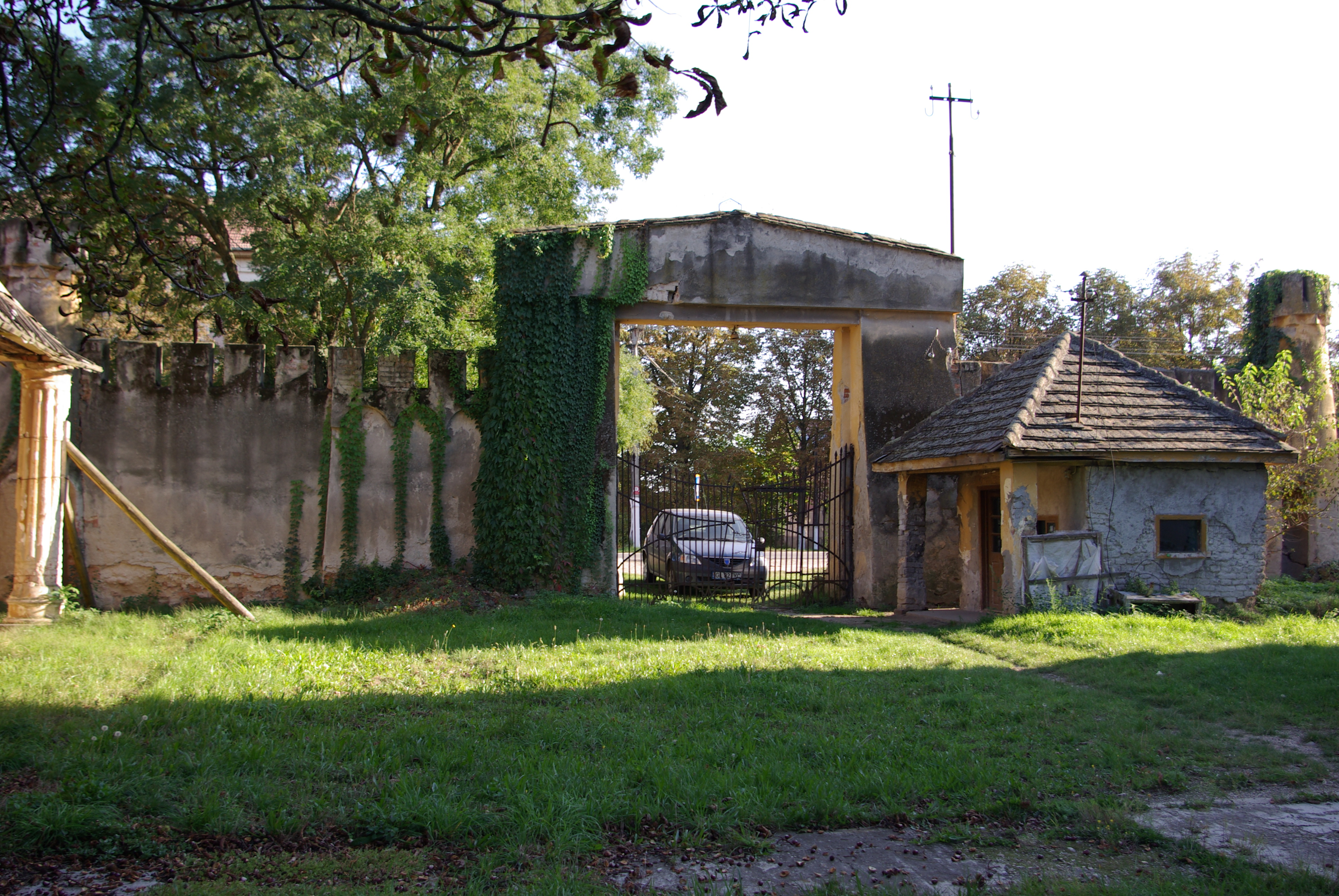
Poarta din fata Castelului
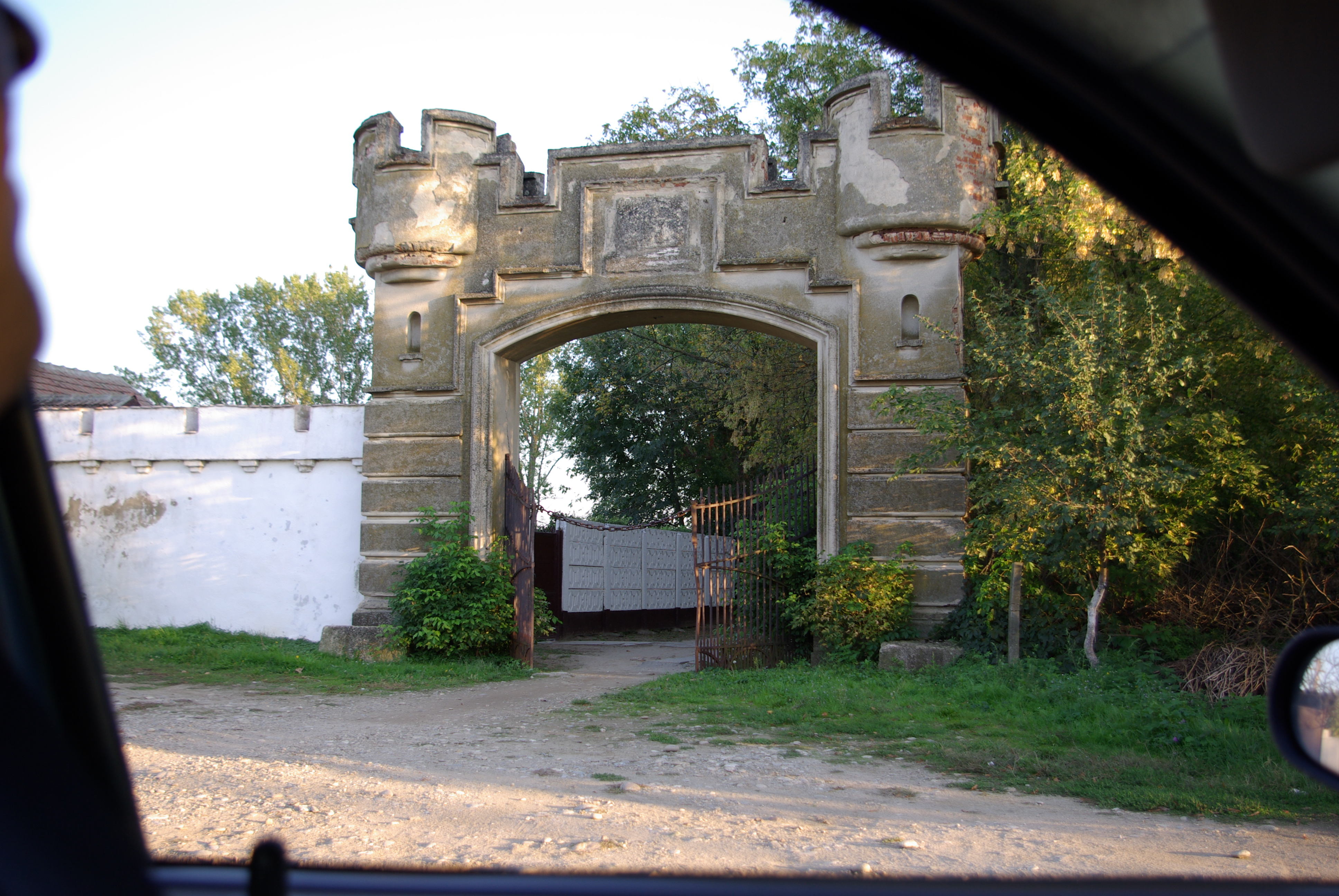
Poarta din spatele Castelului (intrare in parc)
Poarta dinspre gară, cca. 1914. Parcul castelului din Banloc era parţial împrejmuit de ziduri masive prevazute cu porţi de acces. Din informaţiile pe care le deţin până acum se pare că existau patru porţi dispuse astfel: două porţi identice ca arhitectură pe latura de sud a parcului (pe flancul drept şi stâng al castelului), o poartă pe latura de est („Andrássy kapu” cunoscută şi sub denumirea de „Poarta andraşului” sau „Poarta leilor”) şi a patra poartă pe latura de nord (poarta dinspre gară). Imaginea reprezintă un detaliu de pe o carte poştală ilustrată, fără nici o explicaţie suplimentară. Poarta exista încă în anul 1997, dar zidurile crenelate au fost demolate.
Poarta Andrássy, cca. 1906. Venind dinspre Deta spre Banloc, la capătul unei frumoase alei de pini, numită de localnici şi „Drumului andraşului”, te întâmpina una din porţile de acces în parcul castelului, „Poarta Andrássy” sau „Poarta leilor”. Aceasta, în prezent dispărută, se afla pe latura de vest a parcului. Fotografie realizată dinspre vest spre est (se vede aleea de pini ce duce spre Deta).
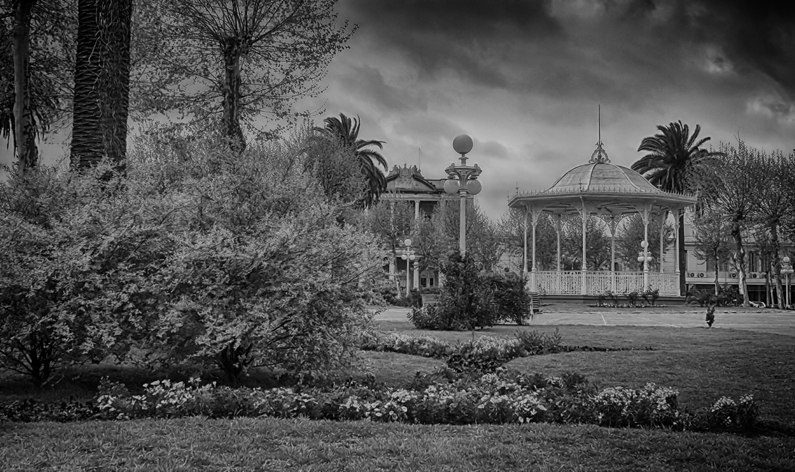
fotografiilor][nefuncțională]
 şi prin comparaţie cu monumentul existent în Banloc, se poate reconstitui o imagine parţială a glorietei din timpurile de odinioară.